# Peduncolo del Congo

Il Peduncolo del Congo è l'estremità sud-orientale della Provincia dell'Alto Katanga (in rosso) istituita nel 2015.

Il Peduncolo del Congo (in inglese: Congo Pedicle; in francese Botte du Katanga, lo Stivale del Katanga) è un territorio della Repubblica Democratica del Congo situato nella Provincia dell'Alto Katanga; questo territorio, facente parte del Distretto di Sakania, si protende da nord verso sud-est circondato dallo Zambia. Tale regione è considerata un corridoio (a cui ci si riferisce con il termine di panhandle) che si sviluppa per 300 km di lunghezza e 60 di larghezza tra il Luapula e il bacino dello Zambesi.

## Storia
L'attuale zona compresa tra il Katanga e lo Zambia venne dominata per oltre 30 anni da M'Siri, signore della regione e fondatore, nel 1856, del Regno di Yeke. Ricco di rame, avorio e importante crocevia lungo le rotte commerciali, il regno vide i continui tentativi delle potenze europee di assumerne il controllo. Nel 1891 una spedizione militare belga ebbe ragione delle resistenze della popolazione locale; lo stesso M'Siri venne ucciso da un ufficiale belga, Omer Bodson. Per lungo tempo si trascinarono dispute sui confini territoriali tra il Regno Unito e il Belgio. Una commissione anglo-belga con il parere di Umberto I disegnò la stretta lingua di terra congolese che taglia in due lo Zambia.
Attualmente il Peduncolo del Congo, lontano dalla capitale Kinshasa è un'area sottosviluppata, la gran parte del territorio è una riserva naturale, attraversata dalla Congo Pedicle Road, una strada fondamentale per lo Zambia che permette di unire le province di Copperbelt e Luapula.